# Nicolai Brock-Madsen
Nicolai Brock-Madsen (Randers, 9 januari 1993) is een Deens voetballer die doorgaans als spits speelt.

## Clubcarrière
Brock-Madsen kwam vanaf zijn tiende jaar uit Randers FC.
In 2010 stroomde hij door naar de hoofdmacht van de club. Na vijf seizoenen bij Randers FC verhuisde hij naar het Engelse Birmingham City FC.
In de zomer van 2016 stapte hij op huurbasis over naar PEC Zwolle. In januari 2018 werd hij verhuurd aan Cracovia Kraków.
In het seizoen 2018/19 speelt hij op huurbasis voor St Mirren FC. Daar kwam hij niet aan bod en hij ontbond zijn contract.
Bij AC Horsens keerde hij in januari 2019 terug in Denemarken.

## Clubstatistieken
| Seizoen                      | Club              | Competitie      | Competitie | Competitie | Beker | Beker | Internationaal | Internationaal | Overig | Overig | Totaal | Totaal |
| Seizoen                      | Club              | Competitie      | Wed.       | Dlp.       | Wed.  | Dlp.  | Wed.           | Dlp.           | Wed.   | Dlp.   | Wed.   | Dlp.   |
| ---------------------------- | ----------------- | --------------- | ---------- | ---------- | ----- | ----- | -------------- | -------------- | ------ | ------ | ------ | ------ |
| 2010/11                      | Randers FC        | Superligaen     | 0          | 0          | 0     | 0     | 3              | 1              | 0      | 0      | 3      | 1      |
| 2011/12                      | Randers FC        | 1. division     | 14         | 2          | 1     | 0     | 0              | 0              | 0      | 0      | 15     | 2      |
| 2012/13                      | Randers FC        | Superligaen     | 28         | 5          | 3     | 1     | 0              | 0              | 0      | 0      | 31     | 6      |
| 2013/14                      | Randers FC        | Superligaen     | 27         | 4          | 1     | 0     | 2              | 0              | 0      | 0      | 30     | 4      |
| 2014/15                      | Randers FC        | Superligaen     | 17         | 4          | 4     | 1     | 0              | 0              | 0      | 0      | 21     | 5      |
| 2015/16                      | Randers FC        | Superligaen     | 4          | 1          | 0     | 0     | 3              | 0              | 0      | 0      | 7      | 1      |
| 2015/16                      | Birmingham City   | Championship    | 6          | 0          | 2     | 0     | 0              | 0              | 0      | 0      | 8      | 0      |
| 2016/17                      | Birmingham City   | Championship    | 0          | 0          | 0     | 0     | 0              | 0              | 0      | 0      | 0      | 0      |
| 2016/17                      | → PEC Zwolle      | Eredivisie      | 23         | 7          | 2     | 3     | 0              | 0              | 0      | 0      | 25     | 10     |
| 2017/18                      | → Cracovia Kraków | Ekstraklasa     | 11         | 1          | 0     | 0     | 0              | 0              | 0      | 0      | 11     | 1      |
| 2018/19                      | → St. Mirren FC   | St Mirren FC    | 4          | 0          | 1     | 0     | 0              | 0              | 0      | 0      | 5      | 0      |
| 2018/19                      | AC Horsens        | Superligaen     | 0          | 0          | 0     | 0     | 0              | 0              | 8      | 1      | 8      | 1      |
| 2019/20                      | AC Horsens        | Superligaen     | 16         | 2          | 0     | 0     | 0              | 0              | 0      | 0      | 16     | 2      |
| Carrière totaal              | Carrière totaal   | Carrière totaal | 134        | 24         | 14    | 5     | 8              | 1              | 8      | 1      | 180    | 33     |
| Bijgewerkt t/m 21 maart 2020 |                   |                 |            |            |       |       |                |                |        |        |        |        |

## Interlandcarrière
Brock-Madsen nam met Denemarken deel aan de Olympische Spelen 2016 in Rio de Janeiro. Bij dat toernooi verloor de ploeg van bondscoach Niels Frederiksen in de kwartfinale met 2-0 van de latere winnaar van de bronzen medaille, Nigeria.